# Las Rosas (Chiapas)
Las Rosas es una localidad del estado mexicano de Chiapas, cabecera del municipio homónimo. 

## Toponimia
La localidad de Las Rosas se formó a partir de un antiguo asentamiento prehispánico conocido como Pinola, que en náhuatl se interpreta como «lugar de extranjeros» o, según otra versión como «maíz tostado en metate». El nombre actual le fue impuesto en 1912.

## Geografía
La localidad está ubicada en la posición 16°21′39″N 92°22′2″O / 16.36083, -92.36722, a una altitud de 1299 m s. n. m.
Según la clasificación climática de Köppen, el clima corresponde al tipo Aw - Tropical seco.

## Demografía
De acuerdo a los resultados del Censo de Población y Vivienda de 2020 realizado por el Instituto Nacional de Estadística y Geografía, la población de la localidad es de  21 194 habitantes lo que representa un incremento promedio de 1.2% anual en el período 2010-2020 sobre la base de los 18 817 habitantes registrados en el censo anterior. Ocupa una superficie de 5.765 km², lo que determina al año 2020 una densidad de 3677 hab/km².
| Gráfica de evolución demográfica de Las Rosas entre 2000 y 2020   |
|                                                                   |
| Fuente: Instituto Nacional de Estadística Geografía e Informática |

En el año 2010 estaba clasificada como una localidad de grado alto de vulnerabilidad social.
La población de Las Rosas está mayoritariamente alfabetizada (14.54% de personas analfabetas al año 2020) con un grado de escolarización en torno de los 6.5 años. El 11.66% de la población es indígena.